# Karlsborg (comune)
Karlsborg è un comune svedese di 6 765 abitanti, situato nella contea di Västra Götaland. Il suo capoluogo è la cittadina omonima.

## Località
Nel territorio comunale sono comprese le seguenti aree urbane (tätort):
- Forsvik
- Karlsborg
- Mölltorp
- Undenäs